# Димбовічоара (Димбовіца)
Димбовічоара (рум. Dâmbovicioara) — село у повіті Димбовіца в Румунії. Входить до складу комуни Браніштя.
Село розташоване на відстані 50 км на північний захід від Бухареста, 28 км на південь від Тирговіште, 143 км на схід від Крайови, 109 км на південь від Брашова.

## Населення
За даними перепису населення 2002 року у селі проживали 1173 особи.
Національний склад населення села:
| Національність | Кількість осіб | Відсоток |
| -------------- | -------------- | -------- |
| румуни         | 1161           | 99,0%    |
| цигани         | 11             | 0,9%     |

Рідною мовою назвали:
| Мова      | Кількість осіб | Відсоток |
| --------- | -------------- | -------- |
| румунська | 1161           | 99,0%    |
| циганська | 11             | 0,9%     |